# (22357) 1992 YJ
1992 واي جاي (ويعرف أيضًا باسم (22357) 1992 واي جاي وفق تسمية الكوكب الصغير) (بالإنجليزية: 1992 YJ)‏ هو كويكب ضمن حزام الكويكبات؛ وترتيبه 22357 من حيث الاكتشاف.
اكتُشف هذا الجُرم الفلكي بواسطة Akira Natori ‏ في 22 ديسمبر 1992.

## وصلات خارجية
- (22357) 1992 YJ في قاعدة بيانات مختبر الدفع النفاث لأجرام النظام الشمسي الصغيرة

- الاكتشاف · مخطط المدار ·  العناصر المدارية · المعلمات المادية

- (22357) 1992 YJ على موقع ويكي سكاي: DSS2, SDSS, GALEX, IRAS, Hydrogen α, X-Ray, Astrophoto, Sky Map, Articles and images